# Island of Lost Minds
Island of Lost Minds es un álbum del virtuoso guitarrista Buckethead. El álbum consta del primer tour de Buckethead y originalmente solo se vendía en el tour de Buckethead pero gracias a http://www.tdrsmusic.com está disponible para comprarlo en línea.

## Canciones
1. Island of Lost Minds - 3:32
2. Shock Therapy Side Show - 3:15
3. Dream Darts - 5:25
4. Vacuum Tube Implant - 3:36
5. Skull Scrape - 3:42
6. Ice Pick Through Eyes - 2:49
7. Four-Sided Triangle - 2:24
8. Korova Binge Bar - 5:31
9. Bruised Eye Sockets - 2:08
10. Mud of the Gutter - 3:09
11. The Cuckoo Parade - 4:35
12. Viravax - 3:54
13. Lobotomizer - 3:32

## Créditos
- Percusión: DelRey Brewer
- Producido, Mezclado y Grabado por: Dan Monti
- Grabado en el gallinero de Buckethead y DelRey brewer factory
- Agradecimientos especiales a the Towel por su apoyo
- Trabajos artísticos por: Bryan Theiss